# Les Médecins maudits
Les Médecins maudits est une œuvre de Christian Bernadac publiée en 1967 qui, dans un ensemble de douze livres sur le thème de la déportation, a pour sujet spécifique l'expérimentation médicale nazie.

## Résumé

### Introduction
Voici les paroles d’Antoine de Saint-Exupéry qui introduisent l'œuvre :
« On n'a jamais le droit de tuer un homme parce qu'on ne sait pas les images qui sont au fond de ses yeux. »

### Chapitre I. Une grande première
Description d'une expérience dans une chambre à basse pression au Camp de Dachau. Cette expérience, la première à avoir été tentée dans un camp de concentration, consistait à simuler les conditions d'un vol en haute atmosphère. En 1942

### Chapitre II. La mort qui venait du froid
Description d'expériences consistant à plonger le corps d'un déporté dans une cuve d'eau glacée surnommée la piscine en glace, et à chercher le meilleur moyen de réchauffer le détenu, afin de tester les moyens que devront mettre en œuvre les membres de l'armée de l'air lorsqu'un pilote tombera dans la Manche.

### Chapitre III. Nini, nous serons millionnaires
Description des expériences et de la découverte du Polygal 10, cachet permettant le ralentissement d'une hémorragie, donc très utile pour les soldats touchés par balle.

### Chapitre IV. Opération New York
Ce chapitre concerne le projet de bombardement des États-Unis évoqué par Himmler : « Vous verrez, avant la mise au point des armes spéciales, nous enverrons des avions sur les États-Unis. Et ils tomberont sur le cul, ces naïfs qui se croient à l'abri sur leur île. Nous ferons de l'Amérique une seconde Angleterre ». La traversée de l'Atlantique aurait posé des problèmes pour les pilotes. Commencèrent alors des recherches sur l'eau de mer afin de la rendre potable.

### Chapitre V. LSD ou Sérum de vérité
À la suite du Complot du 20 juillet 1944 contre Adolf Hitler, Himmler donna l'ordre à l'Ahnenerbe de commencer des recherches sur les effets de deux drogues issues de plantes mexicaines, le Peyotl et le Sinicuichi. Ce chapitre décrit des essais des drogues sur les détenus et leurs effets.

### Chapitre VI. Les petits lapins de Ravensbruck
À la suite de l'assassinat de Reinhard Heydrich, « qui équivaut à une bataille telle que nous n'en avons jamais subie » (propos de Himmler), des recherches destinées à évaluer l’efficacité des sulfamides lors de blessure par balles ont été entamées dans le camp de Ravensbrück.

### Chapitre VII. Les Jumeaux de Mengele
Description des observations faites par Josef Mengele, le médecin maudit le plus connu, à propos de jumeaux et des personnes touchés de malformation. Les recherches sur la gémellité avaient pour but la naissance de jumeaux pour toutes les femmes allemandes, ce qui aurait permis « le grignotement et l'occupation de territoires deux fois plus vite ».

### Chapitre VIII. Les collectionneurs
Évocation de ces médecins qui collectionnaient les squelettes des déportés atteints de malformations (nanisme, gigantisme, gibbosité) ou les tatouages de détenus.

### Chapitre IX. «Je ne veux plus voir de roses dans les camps...»
Ces propos furent tenu par Himmler à propos des homosexuels, le triangle rose étant leur symbole de marquage dans les camps de concentration nazis, et marquèrent le début des stages de guérison des homosexuels.

### Chapitre X. Pour voir
Ce chapitre concerne les expériences dans lesquelles des tests de médicaments, de drogues, d’ablations d'organes, étaient organisés afin d'en observer les conséquences. Des essais de nourriture furent aussi testés dans le but de fournir à la Wehrmacht une nourriture sur le front de l'est.

### Chapitre XI. L'affaire des poisons
Le suicide d’Himmler montra l'efficacité des poisons. Mais l'élaboration de tels poisons pour les dignitaires nazis fut l'occasion d'expériences.

### Chapitre XII. Les arbres secs
Ce chapitre a pour sujet la stérilisation des Juifs afin de stopper l'élan démographique. Le médecin chargé de tester une des méthodes au camp d'Auschwitz était Carl Clauberg. Ces expériences sont certainement les pires subies mentalement pour les détenus.

### Chapitre XIII. La guerre archaïque
Des moyens de lutte contre les gaz de combat furent mis au point dans les laboratoires d'expérimentation nazis, bien qu'Hitler trouvât cela stupide, considérant qu'il s'agissait d'une arme du passé.

### Chapitre XIV. L'action paratonnerre
Malgré sa condamnation des armes bactériennes, « Puisque je vous dis que je n'en veux pas. C'est impensable. Une arme à double tranchant. Un boomerang qui peut vous revenir plus vite que vous ne n'avez lancé », Hitler accepta tout de même la mise au point de telles armes, qui ont failli être utilisées lors de la Libération de Paris.

### Chapitre XV. R.17 etpoudre de perlimpinpin
Description d'expériences concernant les tests de R.17, poudre utilisable contre des brûlures comme celles provoquées par un bombardement, principale justification de la conception de ce composé chimique.

### Chapitre XVI. Un marteau-pilon pour tester un casque de football
L'exagération du titre du chapitre en dit long sur le contenu de ce chapitre. En effet ce chapitre nous montre la méthode utilisée par les médecins nazis afin de trouver un vaccin contre le typhus et la propagation des poux, deux maladies qui étaient très présentes sur le front de l'est et que tentait d'éradiquer la Wehrmacht.

### Chapitre XVII. Le doyen des médecins maudits
Ce chapitre concerne le professeur Klaus Schilling, âgé de plus de 70 ans lors de la Seconde Guerre mondiale car né le 24 juillet 1871. Ce professeur était chargé de recherches sur le paludisme.

### Chapitre XVIII. Les enfants de Neuengamme
À l'intérieur du camp de travail de Neuengamme, une baraque contenait certainement plusieurs centaines d'enfants ayant subi des expérimentations.

### Chapitre XIX. Des enveloppes humaines vides
Ce chapitre concerne la mise en application du programme Aktion T4, selon lequel Hitler envisageait d'interrompre l'existence des aliénés gravement atteints. « Ceci permettait également un moyen d'économie de trois cent un millions de Reichsmarks ». Un grand nombre de ces euthanasies eurent lieu dans la ville d'Hadamar.

### Chapitre XX. Aujourd'hui
Christian Bernadac tire une conclusion, dans laquelle il évoque la non découverte de nouveaux produits. Il évoque également le fait qu'aucune association contre les expérimentations humaines n'existe tandis que plus de 10 000 existent déjà pour l'expérimentation animale.

## Éditions
- Éditions France Empire, 1967 ; 1972.
- Éditions Famot, 1976.
- Éditions Presses Pocket, coll. Presses Pocket no 1548, 1977.
- Éditions Quebecor, 1979
- Éditions Michel Lafon, 1996.